# Route 16 (Manitoba)
La Route 16 (PTH 16) est une route provinciale du Manitoba. Elle fait partie de la route Yellowhead et est une branche de la route transcanadienne. La route débute à la frontière de la Saskatchewan comme prolongement de la route 16 et parcourt 266,5 km (165,6 mi) vers l'est et le sud-est jusqu'à une jonction avec la route 1 à Bloom, à 10 km (6 mi) à l'ouest de Portage la Prairie.
La route compte deux voies sur l'ensemble de sn parcours au Manitoba ainsi que deux courtes sections à chaussées divisées dans les environs de Minnedosa. Elle comporte également quatre voies alors qu'elle traverse Russell.
Le doublement et l'amélioration en voie rapide est une possibilité pour le futur.

## Intersections majeures
| Division                                      | Ville                     | km     | Destinations                                                               | Notes                                      |
| --------------------------------------------- | ------------------------- | ------ | -------------------------------------------------------------------------- | ------------------------------------------ |
| No. 16                                        |                           | 0,00   | SK-16 ouest – Yorkton, Saskatoon                                           | Continue en Saskatchewan                   |
| No. 16                                        |                           | 5,20   | Traverse la rivière Assiniboine                                            | Traverse la rivière Assiniboine            |
| No. 16                                        | Russell                   | 15,60  | PTH-83 nord – Roblin                                                       | Terminus ouest du multiplex avec la PTH-83 |
| No. 16                                        | Russell                   | 16,60  | PTH-45 est (Russell Subdivision Trail) – Rossburn                          | Terminus ouest de la PTH-45                |
| No. 16                                        |                           | 19,90  | PR 579 ouest – Millwood                                                    | Terminus est de la PR 579                  |
| No. 16                                        | Binscarth                 | 33,00  | PR 478 – Esterhazy                                                         |                                            |
| No. 16                                        |                           | 35,00  | PTH-41 sud – Saint-Lazare                                                  | Terminus nord de la PTH-41                 |
| Limite No. 16–No. 15                          |                           | 36,50  | PR 359 est                                                                 | Terminus ouest de la PR 359                |
| No. 15                                        | Foxwarren                 | 48,00  | PR 475 ouest                                                               | Terminus est de la PR 475                  |
| No. 15                                        |                           | 54,50  | PTH-83 sud – Birtle                                                        | Terminus est du multiplex avec la PTH-83   |
| No. 15                                        |                           | 57,80  | PR 476 nord – Angusville                                                   | Terminus sud de la PR 476                  |
| No. 15                                        |                           | 65,70  | PR 472 sud – Solsgirth                                                     | Terminus nord de la PR 472                 |
| No. 15                                        |                           | 74,40  | PR 264 nord – Rossburn                                                     | Terminus ouest du multiplex avec la PR 264 |
| No. 15                                        |                           | 77,70  | PR 264 sud – Decker                                                        | Terminus est du multiplex avec la PR 264   |
| No. 15                                        | Shoal Lake                | 89,80  | PTH-42 ouest – Shoal Lake, Birtle                                          | Terminus est de la PTH-42                  |
| No. 15                                        | Shoal Lake                | 91,30  | PTH-21 – Shoal Lake, Oakburn, Hamiota                                      |                                            |
| No. 15                                        | Strathclair               | 106,70 | PR 354 sud – Strathclair, Oak River                                        | Terminus ouest du multiplex avec la PR 354 |
| No. 15                                        |                           | 109,70 | PR 354 nord – Elphinstone                                                  | Terminus est du multiplex avec la PR 354   |
| No. 15                                        | Newdale                   | 120,40 | PR 250 sud – Newdale, Rivers                                               | Terminus ouest du multiplex avec la PR 250 |
| No. 15                                        |                           | 122,00 | PR 250 nord – Sandy Lake                                                   | Terminus est du multiplex avec la PR 250   |
| No. 15                                        |                           | 135,40 | PR 270 – Rapid City                                                        |                                            |
| No. 15                                        | Minnedosa                 | 147,90 | PTH-10 nord (John Bracken Highway) – Parc national du Mont-Riding, Dauphin | Terminus ouest du multiplex avec la PTH-10 |
| No. 15                                        | Minnedosa                 | 147,90 | PTH-16A est – Minnedosa                                                    |                                            |
| No. 15                                        | Minnedosa                 | 150,50 | PR 355 – Minnedosa, Cardale                                                |                                            |
| No. 15                                        | Minnedosa                 | 154,00 | PTH-10 sud (John Bracken Highway) – Brandon                                | Terminus est du multiplex avec la PTH-10   |
| No. 15                                        |                           | 156,00 | PTH-16A nord / PR 262 – Minnedosa                                          |                                            |
| No. 15                                        |                           | 164,40 | PR 466 sud                                                                 | Terminus nord de la PR 466                 |
| No. 15                                        |                           | 172,50 | PR 464 sud – Brookdale                                                     | Terminus nord de la PR 464                 |
| No. 15                                        | Neepawa                   | 179,00 | PTH-5 nord (Parks Route) – Dauphin                                         | Terminus ouest du multiplex avec la PTH-5  |
| No. 15                                        | Neepawa                   | 180,40 | PTH-5 sud (Parks Route) – Carberry                                         | Terminus est du multiplex avec la PTH-5    |
| No. 8                                         |                           | 195,60 | PR 352 sud – Sidney                                                        | Terminus ouest du multiplex avec la PR 352 |
| No. 8                                         |                           | 195,80 | PR 352 nord – Arden                                                        | Terminus est du multiplex avec la PR 352   |
| No. 8                                         |                           | 207,50 | PR 260 nord – Plumas                                                       | Terminus sud de la PR 260                  |
| No. 8                                         | Gladstone                 | 217,00 | PTH-34 sud – Gladstone, Austin                                             | Terminus nord de la PTH-34                 |
| No. 8                                         |                           | 229,50 | PR 350 sud – Katrime                                                       | Terminus nord de la PR 350                 |
| No. 8                                         |                           | 238,30 | PTH-50 nord – Langruth, Amaranth                                           | Terminus sud de la PTH-50                  |
| No. 8                                         | Westbourne                | 245,70 | PR 242 sud – Westbourne, Bagot                                             | Terminus ouest du multiplex avec la PR 242 |
| Limite No. 8–No. 9                            |                           | 248,00 | PR 242 nord – Lynchs Point                                                 | Terminus est du multiplex avec la PR 242   |
| No. 9                                         |                           | 249,80 | PR 227 est – Warren                                                        | Terminus ouest de la PR 227                |
| No. 9                                         |                           | 266,50 | PTH-1 – Winnipeg, Portage la Prairie, Brandon                              |                                            |
| No. 9                                         | PR 305 sud – Saint-Claude | 266,50 | La PTH-16 est devient la PR 305 sud                                        |                                            |
| - Terminus de multiplex - Transition de route |                           |        |                                                                            |                                            |